# Of Stone, Wind, and Pillor
Of Stone, Wind, and Pillor è un EP del gruppo musicale statunitense Agalloch, pubblicato nel 2001 dalla The End Records.

## Descrizione
L'EP sarebbe dovuto uscire su vinili da 7" nel dicembre 1998 dalla Iron First Productions (con solo i primi tre brani), ma ciò non avvenne. Soltanto tre anni più tardi la The End Records ha avuto modo di distribuire il disco, includendo per l'occasione anche i brani Kneel to the Cross, registrata nel 2001, e A Poem by Yeats, registrata nel 2000. Tale edizione è stata limitata a 2500 copie.
L'immagine della copertina, Le Cerf Se Voyant Dans L'Eau, è stata realizzata da Gustave Doré.

## Tracce
1. Of Stone, Wind, and Pillor – 6:59
2. Foliorum Viridium – 2:43
3. Haunting Birds – 3:45
4. Kneel to the Cross – 5:54
5. A Poem by Yeats – 8:39

## Formazione
- John Haughm – voce, chitarra, batteria
- Don Anderson – chitarra
- Jason William Walton – basso
- Shane Breyer – tastiera
- Gustave Doré – grafica
- Ronn Chick – sintetizzatore, ingegneria del suono, mastering, missaggio